# 炙子烤肉

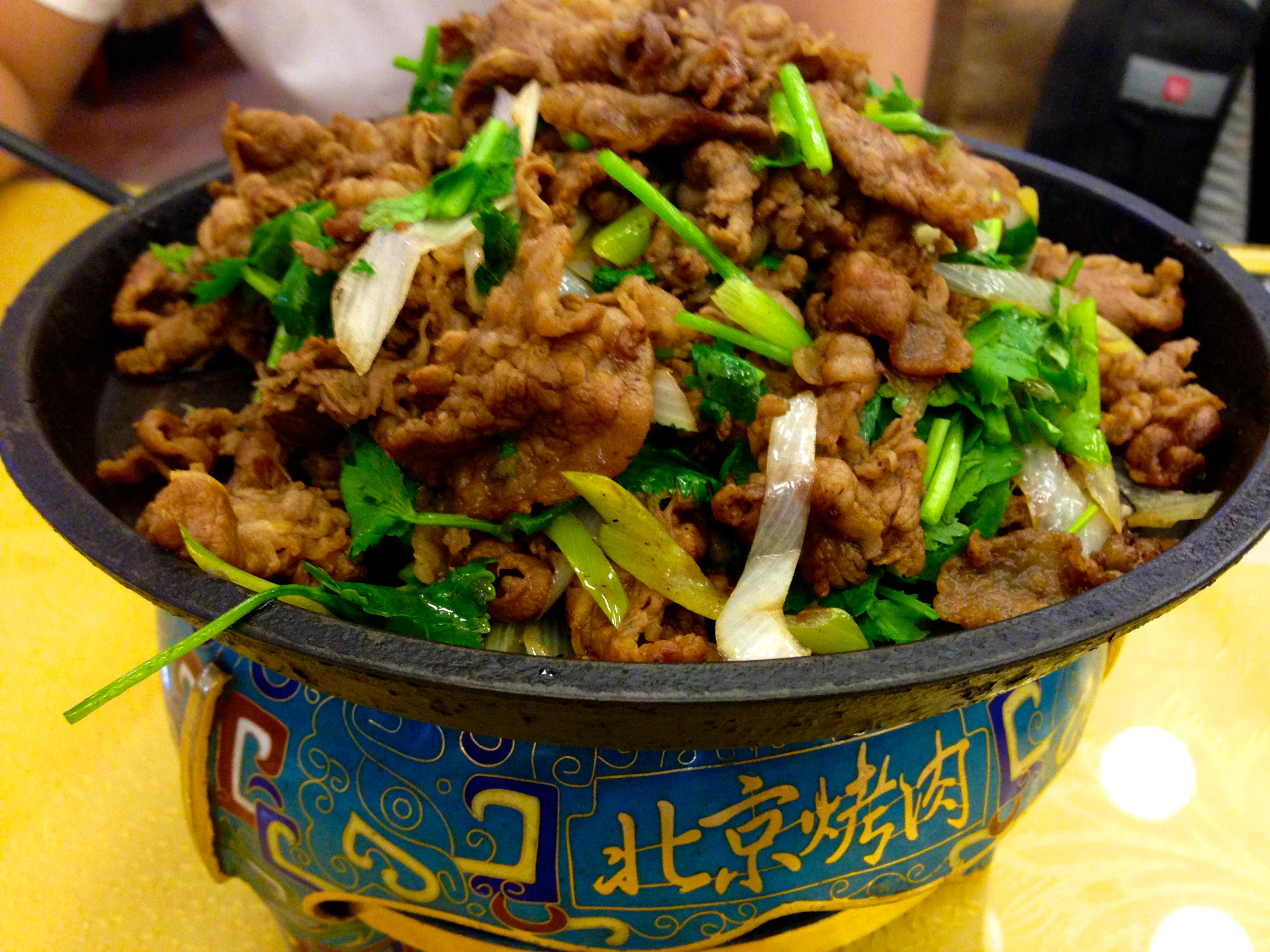
文吃烤肉，铁盘下的炉火用于保温而非烹调

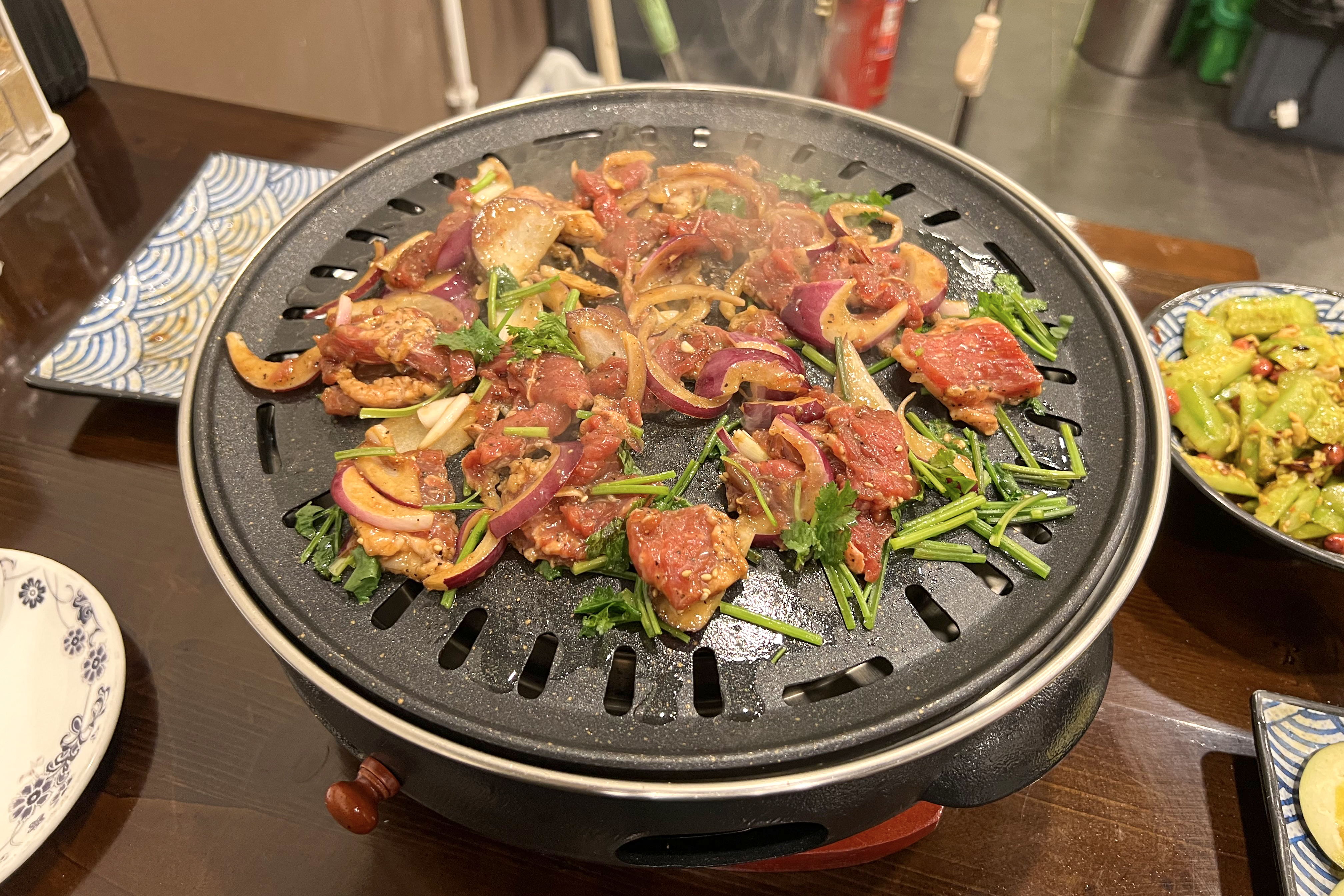
由食客自行烤制的炙子烤肉

炙子烤肉起源于中国北方塞外的蒙古族，而随着满人入主中原，技艺被带到了北京。炙子烤肉成型于清康熙二十五年。炙子指用铁条钉成的铁板，烧热后用来炙烤，烤肉多余的脂肪透过缝隙滴走。而烤肉的柴火主要使用带有芳香的木柴，如松木或枣木、梨木等果木。主要用牛羊肉，多为清真法宰杀。
在北京，炙子烤肉分为“文吃”和“武吃”。文吃即是由师傅在后厨准备好，吃相较为斯文。武吃即围站在炙子旁，自己取腌好的肉在炙子上烤熟。配菜通常是大葱/洋葱和芫荽。一同配芝麻烧饼食用。蘸食的小料分干湿两种，干料通常是孜然、茴香、辣椒和芝麻，湿料则是芝麻油、醋。
清末京城以烤肉闻名的饭店有三家，烤肉宛、烤肉季和烤肉王。目前仅剩“南宛北季”。烤肉宛以烤牛肉为主，烤肉季为羊肉。